# Juan Vázquez de Cepeda
Juan Vázquez de Cepeda, también conocido como Juan Vázquez de Tordesillas (m. Turégano, 14 de noviembre de 1437) fue un religioso castellano, que ocupó la dignidad de obispo de Segovia y los cargos de consejero de Enrique III de Castilla y canciller mayor de Catalina de Lancáster.

## Biografía
Natural de Tordesillas, fue hijo de Juan Vázquez de Cepeda y Constanza Ruiz de Ribera, pertenecientes a la nobleza local. Fue arcediano de Sevilla y compró a la ciudad de Valladolid el sitio y jurisdicción de Aniago donde fundó un Colegio de Clérigos Regulares en que se celebraría el rito mozárabe. Asistió a la coronación de Juan II de Castilla en la catedral de Segovia, quien lo envió a Roma en 1400 con el fin de conseguir indulgencias del año santo, y visitó a Benedicto XIII de Aviñón en Morella. Durante su gobierno en la diócesis, se acusó a los  judíos segovianos de la profanación de la hostia, lo que llevó a que se les incautara la Sinagoga Mayor, en la que se instituyó el convento del Corpus Christi.
Murió en Turégano el 14 de noviembre de 1437 y fue enterrado en la Cartuja de Aniago.
| Predecesor: Alfonso Correa | Obispo de Segovia 17 de junio de 1398 – 14 de noviembre de 1437 | Sucesor: Lope de Barrientos |